# Kobresia hohxilensis
Kobresia hohxilensis är en halvgräsart som beskrevs av R.F.Huang. Kobresia hohxilensis ingår i släktet sävstarrar, och familjen halvgräs. Inga underarter finns listade i Catalogue of Life.